# Примусова вагітність

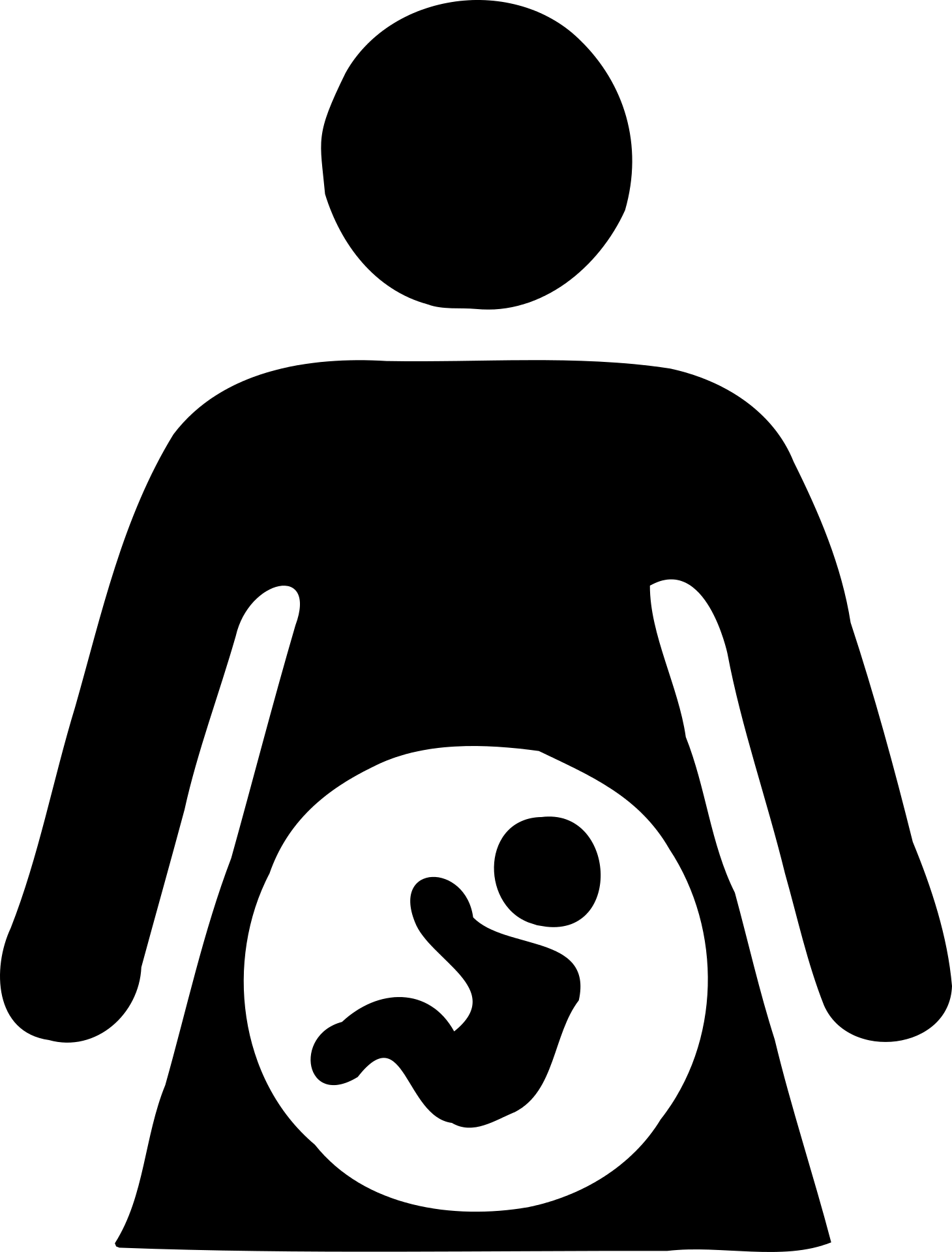
Щороку понад 32 000 вагітностей дорослих жінок є результатом зґвалтування

Примусова вагітність — практика примусу жінки або дівчини до вагітності або збереження вагітності проти її волі, часто як частина примусового шлюбу. Примусова вагітність є порушенням сексуальних і репродуктивних прав та автономії і зазвичай використовується з наміром вплинути на етнічний склад будь-якого населення або здійснити інші серйозні порушення міжнародного права.
Римський статут Міжнародного кримінального суду (Статут МКС) був першим обов'язковим міжнародним документом, який у 1998 році визнав примусову вагітність злочином згідно з міжнародним правом. Зокрема, у Статуті «примусова вагітність» зазначається як злочин проти людства, якщо вона вчиняється в рамках широкомасштабного або систематичного нападу на цивільне населення, і як воєнний злочин, якщо вона вчиняється під час міжнародного та неміжнародного збройного конфлікту.
Із 2022 року, після практики масової заборони абортів у США та Польщі, термін «примусова вагітність» усе більше використовується і в значенні перешкоджання жінкам доступу до переривання вагітності на законодавчому рівні.

## Правове визначення
Перший елемент складу злочину примусової вагітності вимагає вчинення зловмисником ув'язнення однієї чи кількох жінок, які насильно завагітніли, з наміром вплинути на етнічний склад будь-якого населення або здійснити інші серйозні порушення міжнародного права.
Із 1998 року понад 120 держав ратифікували Статут МКС, тим самим прийнявши його визначення злочинів проти людяності та воєнних злочинів. Принаймні 36 держав, включно з тими, які є учасницями Статуту МКС, прийняли національне законодавство, яке криміналізувало примусову вагітність як злочин проти людяності, або воєнний злочин, або й те, й інше.
Окрім цього, Рада ООН з прав людини визнала, що відмова в аборті у справах про зґвалтування завдає серйозної психологічної та фізичної шкоди, що, з точки зору міжнародного права, може вважатися тортурами.

## Передумови
Злочин у вигляді примусової вагітності, а також інші сексуальні та гендерні злочини вийшли на перший план за 5 років до прийняття Статуту МКС, оскільки в результаті конфлікту в колишній Югославії з'явилися відомості про значно поширене сексуальне та репродуктивне насильство проти жінок та геноцид у Руанді. Зокрема, у доповіді Спеціального доповідача Комісії ООН з прав людини від 1993 року зроблено висновок, що зґвалтування в колишній Югославії було широко поширеним, звичним явищем у таборах для ув'язнених і використовувалося як інструмент етнічної чистки. Був задокументований випадок, коли правопорушники кричали хорватській жінці: «У вас буде сербська дитина» і сказали, що, якщо вона буде вагітна, то «буде змушена залишатися там (у таборі для ув'язнених) до шостого місяця вагітності». Неурядові організації та журналісти також задокументовували інші подібні випадки. У рішенні 1996 року Міжнародний трибунал щодо колишньої Югославії (МКТЮ) визнав, що деякі табори для ув'язнення «були спеціально призначені для зґвалтувань з метою примусового народження сербських дітей; жінок часто інтернували, доки не ставало надто пізно робити аборт».
У відповідь на ці події та захист громадянського суспільства примусова вагітність була чітко визнана серйозним порушенням міжнародного права, порушенням прав людини та міжнародного гуманітарного права у Програмі дій Віденської конференції, Платформі дій Пекінської конференції та в численних резолюціях Комісії ООН з прав людини.
Попри увагу до таких серйозних порушень, примусова вагітність не була прямо перерахована як злочин під юрисдикцією МТКЮ, тому акти примусової вагітності ніяк не переслідувалися за наявними злочинами, а винні не несли покарання. Під час розробки статуту МКС низка держав за підтримки неурядової організації «Жіноча група за гендерну справедливість» виступали за чітку криміналізацію примусової вагітності як злочину проти людяності та воєнного злочину. Проте пропозиція отримала опір з боку Святого Престолу Папи Римського та деяких інших держав, а також від лобістських груп «за життя». Вони посилалися на занепокоєння, що злочин примусової вагітності може «витіснити національні закони заборони абортів, загрожувати лікарням, які відмовляються робити аборти, і дозволити аборти на вимогу».
Після напружених перемовин укладачі Статуту прийняли таке визначення:
- (1) жертва повинна бути незаконно ув'язнена злочинцем;
- (2) жертва повинна була насильно завагітніти (хоча біологічним батьком не обов’язково має бути кривдник, тобто немає вимоги, щоб злочинець брав участь саме в заплідненні жертви);
- (3) злочинець діяв з одним із двох конкретних намірів: вплинути на етнічний склад населення або здійснити інші серйозні порушення міжнародного права.

Окрім цього, жертва примусової вагітності не обов'язково має народити дитину. У сукупності ці вимоги обмежують сферу злочину примусової вагітності до підгрупи порушень сексуальних і репродуктивних прав, скоєних під час збройних конфліктів або під час інших криз прав людини, що охоплюють широкомасштабні та систематичні напади на цивільне населення.

## Примусова вагітність та заборона абортів
Як зазначає Amnesty International у своїй роботі 2020 року щодо примусової вагітності, визначення «примусова вагітність» не може тлумачитися як таке, що стосується національного законодавство щодо репродуктивної політики, включно із забороною абортів. Проте, як пояснюється в Частині IV Статуту, хоча визначення злочину «примусова вагітність» прямо не стосується багатьох інших серйозних порушень сексуальних і репродуктивних прав жінок, які позбавляють особистої незалежності щодо життя, тіла та вагітності, така поведінка все ще може переслідуватися та кваліфікуватися як інший злочин, передбачений міжнародним правом.